# Daniel DiNardo
Daniel Nicholas DiNardo (Steubenville, 23 mei 1949) is een Amerikaans geestelijke en kardinaal van de Rooms-Katholieke Kerk.
Na het seminarie bezocht DiNardo de Katholieke Universiteit van Amerika, waar hij afstudeerde in de theologie. Hij werd op 16 juli 1977 priester gewijd. Vanaf 1981 werkte hij als kanselier van het bisdom Pittsburgh en als hoogleraar aan het St. Paul-Seminarie aldaar. Van 1984 tot 1990 was hij in Rome, waar hij werkte bij de Congregatie voor de Bisschoppen.
In 1997 benoemde paus Johannes Paulus II DiNardo tot hulpbisschop van Sioux City, en een jaar later werd hij bisschop van hetzelfde bisdom. In 2004 benoemde Johannes Paulus II hem tot aartsbisschop-coadjutor van Galveston-Houston. In 2006 werd hij hier aartsbisschop.
Tijdens het consistorie van 24 november 2007 creëerde paus Benedictus XVI DiNardo kardinaal. Hij kreeg de rang van kardinaal-priester. De Sant'Eusebio werd zijn titelkerk.
Op 12 november 2013 werd DiNardo verkozen tot vicevoorzitter van de Amerikaanse bisschoppenconferentie (USCCB) en op 15 november 2016 werd hij verkozen tot voorzitter.
In september 2018 werd DiNardo beschuldigd van een onjuiste aanpak van een geval van herhaaldelijk ernstig seksueel misbruik door een priester in zijn diocees. Hij ging op 20 januari 2025 met emeritaat.